# NGC 1069
NGC 1069 is een spiraalvormig sterrenstelsel in het sterrenbeeld Walvis. Het hemelobject werd op 29 september 1886 ontdekt door de Amerikaanse astronoom Lewis A. Swift.

## Synoniemen
- PGC 10285
- MCG -1-7-38
- IRAS02405-0829